# Liste von Flugzeugkollisionen in der Luft
Die Liste von Flugzeugkollisionen in der Luft nennt Flugunfälle seit 1945, bei denen mindestens ein Verkehrsflugzeug mit einem anderen Luftfahrzeug in der Luft in Kontakt geraten und abgestürzt ist.
Außerdem werden nach vorstehender Definition Unfälle genannt, bei denen zivile mit militärischen Flugzeugen kollidierten sowie Kollisionen militärischer Flugzeuge untereinander.

## Zivile Luftfahrt
| Datum              | Tote | Überlebende | Beteiligte Flüge | Ort                                                   |
| ------------------ | ---- | ----------- | --- | ----------------------------------------------------- |
| 12. Januar 1955    | 015  |             | TWA-Flug 694 (Martin 2-0-2) und Privatflug (Douglas DC-3/C-47-DL) (siehe Trans-World-Airlines-Flug 694)                                                 | Boone County, Kentucky, USA                           |
| 30. Juni 1956      | 128  |             | United-Airlines-Flug 718 (Douglas DC-7) und TWA-Flug 2 (Lockheed Super Constellation) (siehe auch Flugzeugkollision über dem Grand Canyon)              | Grand Canyon, Arizona, USA                            |
| 19. Mai 1960       | 002  | 38          | Air-Algérie-Flug (Sud Aviation Caravelle) und Privatflug (Stampe & Vertongen SV-4) (siehe auch Flugunfall der Air Algérie bei Paris)                    | 13 km südöstlich vom Flughafen Paris-Orly, Frankreich |
| 16. Dezember 1960  | 134  |             | United-Airlines-Flug 826 (Lockheed Super Constellation) und TWA-Flug 266 (Douglas DC-8) (siehe auch Flugzeugkollision von New York City)                | New York City, New York, USA                          |
| 4. Dezember 1965   | 004  | 108         | TWA-Flug 42 (Lockheed Super Constellation) und Eastern-Air-Lines-Flug 853 (Boeing 707) (siehe auch Eastern-Air-Lines-Flug 853)                          | Carmel, New York, USA                                 |
| 9. März 1967       | 026  |             | TWA-Flug 553 (Douglas DC-9-15) und Privatflugzeug (Beechcraft Baron) (siehe auch Trans-World-Airlines-Flug 553)                                         | Urbana, Ohio, USA                                     |
| 19. Juli 1967      | 082  |             | Piedmont-Airlines-Flug 22 (Boeing 727) und Lanseair (Cessna 310) (siehe auch Piedmont-Airlines-Flug 22)                                                 | Hendersonville, North Carolina, USA                   |
| 9. September 1969  | 082  |             | Allegheny Airlines (Douglas DC-9-31) und Privatflug (Piper PA-28)                                                                                       | Fairland, Indiana, USA                                |
| 20. Juli 1970      | 003  | 100         | Condor-Flug 316 (Boeing 737-100) und Privatflug (Piper PA-28) (siehe auch Condor-Flug 316)                                                              | nahe Tarragona, Spanien                               |
| 5. März 1973       | 062  | 107         | Iberia-Flug 504 (Douglas DC-9-30) und Spantax-Flug 400 (Convair CV-990) (siehe auch Iberia-Flug 504)                                                    | bei Nantes, Frankreich                                |
| 9. Januar 1975     | 014  |             | Golden-West-Airlines-Flug 261 (de Havilland Canada DHC-6) und Trainingsflug (Cessna 150)                                                                | bei Whittier, Kalifornien, USA                        |
| 9. September 1976  | 070  |             | Aeroflot-Flug 7957 (Antonow An-24) und Aeroflot-Flug C-31 (Jakowlew Jak-40) (siehe auch Flugzeugkollision von Anapa)                                    | bei Anapa, Russland                                   |
| 10. September 1976 | 176  |             | British-Airways-Flug 476 (Hawker Siddeley Trident) und Inex-Adria-Flug 550 (Douglas DC-9) (siehe auch Flugzeugkollision von Zagreb)                     | bei Zagreb, heute Kroatien                            |
| 25. September 1978 | 144  |             | PSA-Flug 182 (Boeing 727) und Privatflug (Cessna 172) (siehe auch Pacific-Southwest-Airlines-Flug 182)                                                  | San Diego, Kalifornien, USA                           |
| 11. August 1979    | 178  |             | Aeroflot-Flug 7628 und Aeroflot-Flug 7880 (zwei Tupolew Tu-134) (siehe auch Flugzeugkollision von Dniprodserschynsk)                                    | Dniprodserschynsk, heute Ukraine                      |
| 17. April 1981     | 15   |             | Air-US-Flug 716 (Handley Page HP.137 Jetstream) und Fallschirmspringerflug (Cessna TU-206A) (siehe auch Air-US-Flug 716)                                | Loveland, Colorado, USA                               |
| 31. August 1986    | 082  |             | Aeroméxico-Flug 498 (Douglas DC-9) und Privatflug (Piper PA-28) (siehe auch Aeroméxico-Flug 498)                                                        | Cerritos, Kalifornien, USA                            |
| 12. November 1996  | 349  |             | Saudi-Airlines-Flug 763 (Boeing 747) und Kazakhstan-Airlines-Flug 1907 (Iljuschin Il-76) (siehe auch Flugzeugkollision von Charkhi Dadri)               | Charkhi Dadri, Indien                                 |
| 30. Juli 1998      | 015  |             | Proteus-Airlines-Flug 706 (Beechcraft 1900D) und Privatflug (Cessna 177) (siehe auch Proteus-Airlines-Flug 706)                                         | Quiberon, Frankreich                                  |
| 1. Juli 2002       | 071  |             | Bashkirian-Airlines-Flug 2937 (Tupolew Tu-154M) und DHL-Flug 611 (Boeing 757) (siehe auch Flugzeugkollision von Überlingen)                             | Überlingen, Deutschland                               |
| 29. September 2006 | 154  | 07          | Gol-Transportes-Aéreos-Flug 1907 (Boeing 737) und ExcelAire-Flug (Embraer Legacy 600) (siehe auch Gol-Transportes-Aéreos-Flug 1907)                     | Amazonas-Regenwald, Brasilien                         |
| 5. September 2015  | 007  | 112         | Ceiba-Intercontinental-Airlines-Flug 71 (Boeing 737) und Sénégal Airlines (Hawker Siddeley HS.125) (siehe auch Ceiba-Intercontinental-Airlines-Flug 71) | Senegal                                               |

## Kollisionen zivile/militärische Luftfahrt
| Datum              | Tote | Überlebende | Beteiligte Flüge | Ort                                                                                     |
| ------------------ | ---- | ----------- | --- | --------------------------------------------------------------------------------------- |
| 23. Oktober 1942   | 0012 | 02          | American Airlines (Douglas DC-3) und US Army (Lockheed B-34 Lexington (Ventura IIA)) (siehe auch American-Airlines-Trip 28)                                | Chino Canyon, Riverside County, 5 Kilometer nördlich von Palm Springs, Kalifornien, USA |
| 12. Juli 1945      | 003  | 023         | Eastern Air Lines (Douglas DC-3) und US Army (Douglas A-26 Invader)                                                                                        | bei Florence, South Carolina, USA                                                       |
| 1. November 1949   | 055  | 001         | Eastern-Air-Lines-Flug 537 (Douglas DC-4) und Luftwaffe Boliviens (Lockheed P-38 Lightning) (siehe auch Eastern-Air-Lines-Flug 537)                        | Washington, D.C., USA                                                                   |
| 25. April 1951     | 043  |             | Cubana (Douglas DC-4) und US Navy (Beechcraft SNB-1 Kansan)                                                                                                | Key West, Florida, USA                                                                  |
| 21. April 1958     | 049  |             | United-Air-Lines-Flug 736 (Douglas DC-7) und US Air Force (North American F-100 Super Sabre) (siehe auch United-Air-Lines-Flug 736)                        | Sloan, Nevada, USA                                                                      |
| 1. Februar 1963    | 104  |             | Middle-East-Airlines-Flug 265 (Vickers Viscount) und Türkische Luftstreitkräfte (Douglas DC-3) (siehe auch Middle-East-Airlines-Flug 265)                  | Ankara, Türkei                                                                          |
| 20. September 1969 | 076  | 001         | Air Vietnam (Douglas DC-4) und US Air Force (McDonnell F-4 Phantom II)                                                                                     | Flughafen Da Nang, Südvietnam                                                           |
| 6. Juni 1971       | 050  | 001         | Hughes-Airwest-Flug 706 (Douglas DC-9) und US Marine Corps (McDonnell F-4 Phantom II) (siehe auch Hughes-Airwest-Flug 706)                                 | San Gabriel Mountains, Kalifornien, USA                                                 |
| 30. Juli 1971      | 162  | 001         | All-Nippon-Airways-Flug 58 (Boeing 727) und Luftselbstverteidigungsstreitkräfte Japans (North American F-86 Sabre) (siehe auch All-Nippon-Airways-Flug 58) | bei Shizukuishi, Iwate, Japan                                                           |
| 16. Mai 1976       | 002  | 002         | Deutsche Luftwaffe (McDonnell F-4F Phantom II) und Privatflug (Scheibe SF-25C)                                                                             | bei Brockum in der Nähe des Dümmers, Deutschland                                        |
| 2. August 1977     | 000  | 002         | Deutsche Luftwaffe (Lockheed F-104G Starfighter) und Segelflug (Astir CS 77)                                                                               | Bad Neuenahr, Deutschland                                                               |
| 24. August 1981    | 043  | 001         | Aeroflot-Flug 811 (Antonow An-24) und Luftstreitkräfte der Sowjetunion (Tupolew Tu-16) (siehe auch Aeroflot-Flug 811)                                      | bei Sawitinsk, Sowjetunion (heute Russland)                                             |
| 27. Juni 1983      | 007  |             | Französische Luftstreitkräfte (Mirage IIIC) und Privatflug (Partenavia P.68) (siehe auch Flugzeugkollision von Biberach)                                   | Biberach an der Riß, Deutschland                                                        |
| 3. Mai 1985        | 094  |             | Aeroflot-Flug 8381 (Tupolew Tu-134) und Luftstreitkräfte der Sowjetunion (Antonow An-26) (siehe auch Aeroflot-Flug 8381)                                   | bei Solotschiw, Sowjetunion (heute Ukraine)                                             |
| 5. Juni 1990       | 001  | 002         | US Air Force (General Dynamics F-16D Fighting Falcon) und Segelflug (Glasflügel H-101)                                                                     | Teschenmoschel, Deutschland                                                             |
| 23. Juni 1998      | 001  | 002         | Deutsche Luftwaffe (Panavia Tornado) und Segelflug (Dirks DG-100)                                                                                          | Hundseck, Deutschland                                                                   |
| 22. Dezember 1999  | 002  | 001         | Niederländische Luftwaffe (General Dynamics F-16 Fighting Falcon) und Privatflug (Piper PA-28)                                                             | Hoeven, Niederlande                                                                     |
| 23. Juni 2014      | 002  | 001         | Deutsche Luftwaffe (Eurofighter Typhoon) und Gesellschaft für Flugzieldarstellung (Learjet 35) (siehe auch Absturz eines Learjet 35 im Sauerland)          | Sauerland, Deutschland                                                                  |
| 7. Juli 2015       | 002  | 001         | US Air Force (General Dynamics F-16 Fighting Falcon) und Privatflug (Cessna 150)                                                                           | Charleston, USA                                                                         |
| 29. Januar 2025    | 067  |             | American-Airlines-Flug 5342 (Bombardier CRJ701ER) und US Army (Sikorsky UH-60L Black Hawk) (siehe auch American-Airlines-Flug 5342)                        | Washington, D.C., USA                                                                   |

## Militärische Luftfahrt
| Datum              | Tote | Überlebende | Beteiligte Flüge | Ort                                                                |
| ------------------ | ---- | ----------- | --- | ------------------------------------------------------------------ |
| 17. April 1945     | 12   | 04          | US Air Force (zwei Boeing B-17 Flying Fortress) (siehe auch Flugzeugkollision über der Dippoldiswalder Heide)                                            | Dippoldiswalder Heide, Sachsen, Deutschland                        |
| 4. April 1952      | 15   |             | US Air Force (Douglas C-47 Skytrain und Douglas C-124 Globemaster II)                                                                                    | Mobile, Alabama, USA                                               |
| 15. Mai 1953       | 03   | 04          | US Air Force (Fairchild C-119 und Republic F-84) | bei Weinheim, Deutschland                                          |
| 11. August 1955    | 66   |             | US Air Force (zwei Fairchild C-119) (siehe auch Flugzeugkollision bei Edelweiler)                                                                        | bei Stuttgart, Deutschland                                         |
| 27. März 1958      | 18   |             | US Air Force (Fairchild C-119 und Douglas C-124 Globemaster II)                                                                                          | Bridgeport, Texas, USA                                             |
| 31. Januar 1964    | 0    | 02          | Deutsche Luftwaffe (zwei Lockheed F-104G Starfighter) | bei Leck, Deutschland                                              |
| 10. Mai 1966       | 02   | 0           | Deutsche Marine (zwei Lockheed F-104G Starfighter) | Nordsee, ca. 48 km WNW der niederländischen Insel Vlieland         |
| 8. Juni 1966       | 02   | 01          | US Air Force (North American XB-70 Valkyrie und Lockheed F-104 Starfighter) (siehe auch North American XB-70 #Flugunfall)                                | bei Barstow, Kalifornien, USA                                      |
| 24. Oktober 1967   | 0    | 02          | US Air Force (zwei Lockheed F-104G Starfighter) | bei Ajo, Arizona, USA                                              |
| 11. Juli 1969      | 0    | 02          | US Air Force (zwei Lockheed F-104G Starfighter) | bei Wickenburg, Arizona, USA                                       |
| 22. Januar 1970    | 01   | 01          | Deutsche Luftwaffe (zwei Lockheed F-104G Starfighter) | bei Landsberg am Lech                                              |
| 5. Oktober 1972    | 03   | min. 1      | Deutsche Luftwaffe (Lockheed F-104G Starfighter und Bell UH-1D)                                                                                          | Berzhahn/Westerwald, Rheinland-Pfalz, Deutschland                  |
| 23. Juni 1973      | 0    | 02          | NVA-Luftstreitkräfte (zwei Mikojan-Gurewitsch MiG-21) | über Weinböhla, Sachsen, Absturzorte in Coswig und Dresden-Gruna   |
| 29. August 1973    | 02   | 0           | US Air Force (zwei Lockheed F-104G Starfighter) | bei Ajo, Arizona, USA                                              |
| 16. Juni 1976      | 0    | 02          | Deutsche Luftwaffe (zwei Lockheed F-104G Starfighter) | bei Mindelheim, Deutschland (im Anflug auf Lechfeld)               |
| 19. April 1977     | 04   | 0           | Deutsches Heer (zwei Aérospatiale Alouette II) | bei Northeim, Deutschland (im Formationsflug)                      |
| 1. Februar 1979    | 0    | 02          | Deutsche Luftwaffe (zwei Lockheed F-104G Starfighter) | In der Nähe des Fliegerhorstes Nörvenich, Deutschland              |
| 4. Oktober 1980    | 01   | 01          | Deutsche Luftwaffe (zwei Lockheed F-104G Starfighter) | bei Rheinmünster-Schwarzach in der Nähe von Söllingen, Deutschland |
| 4. Dezember 1980   | 0    | 02          | Deutsche Luftwaffe (zwei Lockheed F-104G Starfighter) | in der Platzrunde des Militärflugplatzes Wildenrath, Deutschland   |
| 31. Januar 1985    | 02   | 03          | Deutsche Luftwaffe (zwei McDonnell F-4 Phantom II) (siehe auch Flugzeugkollision über Bremerhaven)                                                       | über Bremerhaven, Deutschland                                      |
| 18. Februar 1985   | 01   | 02          | Royal Air Force (Hawker Siddeley Harrier) und Deutsche Luftwaffe (Lockheed F-104G Starfighter) (siehe auch Flugzeugkollision über Bad Laer)              | über Bad Laer, Deutschland                                         |
| 6. Januar 1986     | 02   | 01          | US Air Force (zwei McDonnell Douglas F-15 Eagle) | Zweibrücken, Deutschland                                           |
| 24. März 1987      | 02   | 02          | Deutsche Luftwaffe (zwei McDonnell F-4 Phantom II) (siehe auch Flugzeugkollision bei Bremerhaven)                                                        | Nördlich von Bremerhaven, Deutschland                              |
| 29. Juni 1988      | 01   | 01          | US Air Force (F-16C Fighting Falcon) (siehe auch Flugzeugkollision über Nackenheim)                                                                      | Nackenheim, Deutschland                                            |
| 28. August 1988    | 70   |             | Kunstflugstaffel Frecce Tricolori (drei Aermacchi MB-339) (siehe auch Flugtagunglück von Ramstein)                                                       | Ramstein Air Base, Deutschland                                     |
| 3. September 1989  | 01   | 01          | Kunstflugstaffel Snowbirds (zwei Canadair CL-41 Tutor) während der Canadian International Air Show                                                       | Toronto, Ontario, Kanada                                           |
| 17. April 1990     | 01   | 01          | Kanadische Luftstreitkräfte (zwei McDonnell Douglas F/A-18 Hornet)                                                                                       | Karlsruhe, Deutschland                                             |
| 26. Juli 1990      | 02   | 02          | US Air Force (zwei McDonnell F-4 Phantom II) | Furnace Creek, Kalifornien, USA                                    |
| 12. Juni 1996      | 18   | 10          | Australian Special Air Service Regiment (zwei Sikorsky UH-60 Black Hawk)                                                                                 | Townsville, Australien                                             |
| 13. September 1997 | 33   |             | Bundesverteidigungsministerium (Tupolew Tu-154M Open Skies) und US Air Force (Lockheed C-141 Starlifter) (siehe auch Flugzeugkollision vor Namibia 1997) | Südatlantik, vor Namibia, Afrika                                   |
| 6. November 2002   | 01   | 01          | Slowakische Luftwaffe (zwei Mikojan-Gurewitsch MiG-29)                                                                                                   | bei Spišská Nová Ves, Slowakei                                     |
| 11. Februar 2009   | 04   |             | Royal Air Force (zwei Grob G 115) | Porthcawl, Wales, Vereinigtes Königreich                           |
| 30. Oktober 2009   | 09   |             | US Cost Guard (Lockheed C-130 Hercules) und US Marine Corps (Bell AH-1 Cobra)                                                                            | Küste vor Südkalifornien, USA                                      |
| 19. August 2014    | 04   |             | Aeronautica Militare (zwei Panavia Tornado IDS-MLU) | bei Ascoli Piceno, Italien                                         |
| 15. März 2015      |      | 02          | Indonesische Luftstreitkräfte (zwei KAI KT-1) | über Pulau Langkawi, Malaysia                                      |
| 16. April 2015     |      |             | Vietnamesische Luftstreitkräfte (zwei Suchoi Su-22) | Meer vor Vietnam bei der Insel Phu Quy                             |
| 9. Juni 2016       |      | 02          | Kunstflugstaffel Patrouille Suisse (zwei Northrop F-5 Tiger)                                                                                             | bei Leeuwarden, Niederlande                                        |
| 24. Juni 2019      | 01   | 01          | Deutsche Luftwaffe (zwei Eurofighter Typhoon) | Plau am See, Mecklenburg-Vorpommern, Deutschland                   |
| 17. Mai 2021       | 0    | 03          | US Navy (zwei BAE T-45C Goshawk) | Ricardo, Texas, USA                                                |
| 25. März 2025      | 0    | 03          | Kunstflugstaffel Patrouille de France (zwei Dassault/Dornier Alpha Jet E)                                                                                | Saint-Dizier, Haute-Marne, Frankreich                              |